# Panassac
Panassac är en kommun i departementet Gers i regionen Occitanien i sydvästra Frankrike. Kommunen ligger i kantonen Masseube som tillhör arrondissementet Mirande. År 2022 hade Panassac 285 invånare.

## Befolkningsutveckling
Antalet invånare i kommunen Panassac
Referens:INSEE